# Det svenske koloniimperium
Det svenske koloniimperium i Nordamerika, Afrika blev aldrig særligt omfattende. Det udgjordes af fire besiddelser, hvoraf de tre var yderst kortvarige. De to første – Ny Sverige og Cabo Corso – blev reelt bedrevet som private foretagender af kompagnier med kongeligt sanktioneret monopol, såkaldte privilegiebreve. Besiddelserne var hovedsageligt opretholdt i forbindelse med handel. Ny Sverige var det eneste forsøg på en egentlig udvandrerkoloni med bosættelse for øje. Øen Saint-Barthélemy i Karibien var den eneste koloni som stod under svensk forvaltning i længere tid, 94 år.
Kolonien Ny Sverige var svensk i 17 år, handelsstationen Cabo Corso i 11 år, øen Guadeloupe i blot 14 måneder.
Til gengæld opretholdt Sverige flere besiddelser i Østersø-området: Finland, Ingermanland, Estland, Livland, Svensk Forpommern m.fl.
Det er usikkert, om de kortvarige besiddelser, fraset Saint-Barthélemy, kunne sikre indtægter som overgik omkostningerne ved deres etablering og som følge af de konflikter, som de bevirkede i forhold til andre stater. Det er derfor svært at sige, om de indebar nogen egentlige gevinster eller fordele for Sverige.

## Ny Sverige
Ny Sverige (1638–1655) ved Delawarefloden under Nya Sverigekompaniet (også Söderkompaniet eller Nova Suecia-kompaniet) i nutidens delstater Delaware, New Jersey,Pennsylvania og Maryland i USA. I området boede irokeser-folket susquehannock (eller minqua) og algonkin-folket lenape. Kolonien blev afstået til Holland.

## Cabo Corso (Carolusborg)
Cabo Corso (1650–1658 og 1660–1663) under Afrikanska kompaniet (eller Guineakompaniet) i nutidens Ghana ved Guineabugten i Vestafrika. Territoriet blev købt af Afrikanska kompaniet fra kongen af Efutu (eller Fetu) i år 1650. Området var beboet af Akanfolket fante (eller fanti) som tilhørte kongeriget Efutu. I 1658 blev området afstået til Danmark og i 1663 til Nederlandene og bestod hovedsagelig af fæstningen Carolusborg, i det nuværende Cape Coast (Cabo Corso; fante Oguaa).

## Saint-Barthélemy
Saint-Barthélemy (1784–1878), som både før og efter den svenske kolonitid tilhørte Frankrig. Fra år 2007 Blev Saint-Barthélemy et eget oversøisk forvaltningsområde (Collectivité d’outre-mer). Øen blev overladt af Frankrig i 1784 og solgtes tilbage i 1878. Til 1805 styredes øen sammen med Svenska Västindiska kompaniet.

## Guadeloupe
Under Storbritanniens okkupation af øen Guadeloupe overlodes denne midlertidigt – under 14 måneder (1813–1814) – til Sverige. Øen overlodes til Karl 13. som erstatning for Sveriges deltagelse i alliancen mod Napoleon i slutningen af Napoleonskrigene. Den korte overdragelse af Guadeloupe var dog kun formel. Under hele perioden fortsatte Guadeloupe at være styret af øens britiske guvernør. Ved freden i Paris i 1814 overgik øen til Frankrig mod, at Storbritannien erstattede det svenske kongehus med den såkaldte Guadeloupefonden.